# Ducco
Ducco o De Duchis (poi Catturich Ducco) furono un’antica e nobile famiglia bresciana. Presenti nella matricola Malatestiana del 1406 e successivamente in quella veneta del 1426.
Furono potenti feudatari presso Trenzano e Brandico. Molteplici esponenti del casato si distinsero come grandi figure di alto rango militare, condottieri, ecclesiastici, politici, funzionari, letterati, poeti e medici.
Nel corso dei secoli vennero inoltre appellati con le seguenti varianti di cognome di Ducca, Ducchi, Duchi, Ducci o Duci.

## Storia
L’origine dei Ducco è strettamente legata al territorio di Trenzano, paese di cui la famiglia fu feudataria fin dall'Età Imperiale. Difatti la discendenza inizia dall’antichissima famiglia De Trenzani, risalente ai tempi dell’imperatore Traiano, la quale era nobile fin dall’anno 122. Al tempo dell’imperatore Adriano quattro esponenti del casato furono martirizzati: sedente Evaristo Papa, ovvero Eustachio, Pellegrino, Ugozzone e Ducco de Ducchi rimanendovi Pasino e Fiorino.
Successivamente la famiglia assumerà il nome Duggia o Duggius per poi modificarsi in Ducco, Ducchi o De Duchis.
Tutto ciò venne provato dall’esistenza di due importanti Marmi dedicati uno al Sole e l’altro a Minerva. Le due lapidi vennero descritte nell’opera “Inscriptiones Italiae” di Albino Garzetti. Entrambe riportano il nome di Sesto Dugius Valente, serviro augustale, indicando come già allora un esponente della famiglia fosse rappresentante delle classi più elevate della società bresciana del tempo.
La lapide dicata al sole riporta la seguente incisione "SOLI DEO / INVICTO / EX VOTO / SEX[TUS]  DUGIUS / VALENTIO / VI[SEX] VIR AUGUSTALIS", ovvero: per voto di Sesto Dugio Valente serviro augustale al dio Sole invitto. Oggigiorno il marmo è conservato nei depositi del Museo Santa Giulia di Brescia nonostante fosse stato precedentemente esposto nella cella centrale del Tempio Capitolino.
Quella dedicata a Minerva presentava scritto "MINERVAE / AUGUSTAE / SEX[TUS] DUGIUS / VALENTIO VI[SEX] / VIR AUGUSTALIS", cioè: a Minerva Augusta, Sesto Dugio Valente serviro augustale. Attualmente questa lapide non è più reperibile.
D’altro canto nelle ricostruzioni genealogiche più semplificate viene indicata come data di istituzione della famiglia il XIV secolo con il capostipite Ducchino. Quest’ultimo diede vita alla potente stirpe ricca di numerosi personaggi illustri che incisero significativamente sul corso della storia bresciana.
Nel XI secolo, in quanto feudatari del paese, ordinarono la costruzione del Castello di Trenzano per contrastare i numerosi eserciti che passarono per di lì fino a metà del XV secolo.
Per valorizzare il territorio di Trenzano la famiglia bonificò le numerose terre del paese, al tempo paludose. Difatti nel 1380 i Ducco, insieme ad altre famiglie, finanziarono la creazione della seriola trenzana.
Furono tra i firmatari dei patti con Venezia del 1426, volti alla concessione della cittadinanza alla Serenissima.
I principali rami derivano uno da Michele (1418), estinguendosi con Pietro nel 1773, l’altro da Cristoforo (1370-1439), giungendo fino ad oggi. Proprio questo ramo edificò la Torre di Trenzano e le varie dimore adiacenti. Nel 1438 Cristoforo assieme ai fratelli visse l’esperienza dell’assedio di Brescia.
Nel XV secolo la famiglia venne coinvolta negli avvenimenti bresciani.
Nello Zibaldone di Don Svanera I Ducco vengono riportati tra le famiglie più antiche abitanti a Monticelli Brusati, nel 1521.
Ai principi del XVI secolo il casato aveva dato molti uomini d’armi e nel 1513 furono condannati a morte in contumacia diversi suoi membri.
Sempre nel medesimo secolo i Ducco erano composti da dodici rami famigliari detenendo vaste proprietà tra la città di Brescia e la provincia. Molti di questi da Trenzano si diffusero intorno a tutto il territorio della bassa bresciana.  Dal ceppo originario discesero tre ulteriori rami: Ducco dei Conti, Ducco di Pontevico, già presenti all'inizio del XV secolo, e Ducco degli Adriani. Quest'ultimi abitavano in contrada Santa Croce estinguendosi nel 1803.
Nel corso dei secoli si formò una linea di discendenza collaterale risiedente in Piemonte. Proprio di quest’ultima faceva parte Filippa Ducci, madre di Diana di Francia.
Nel 1771 vennero nominati conti dalla Repubblica di Venezia. I Ducco furono tra le famiglie che si distinsero per benemeriti a seguito del disastroso scoppio della polveriera di Brescia avvenuto nel 1769.
A partire dal XX secolo la famiglia porta il nome di Catturich Ducco.

## Evoluzione del cognome
Ad oggi la famiglia porta il nome di Catturich Ducco grazie alle volontà testamentarie del conte Tommaso Lodovico Ducco (1833-1909), appartenente al ramo di Brescia e Trenzano, e del conte Luigi Ducco (1843-1923), appartenente a quello di Camignone.
Fu proprio il nobile ingegnere Giorgio Maria Carlo Angelo Luigi Catturich, nipote diretto di Orsola Ducco, ad essere nominato erede universale del casato insieme a sua sorella Maria.
Giorgio, in seguito alla morte di suo zio Tommaso e a quella del cugino Luigi, ebbe il diritto di continuare la tradizione e la storia della famiglia con l'eredità di cognome, stemma e titolo.

## Proprietà
- Torre Ducco, Trenzano
- Castello di Trenzano (non più esistente al 2011): La famiglia lo costruì nel XI secolo.
- Palazzo Ducco di San Nazzaro, Brescia: fu una delle principali dimore cittadine della famiglia. Formata da palazzo vecchio e palazzo nuovo, separati dal giardino interno. Nella parte più antica, situata in Vicolo Della Quiete, i Ducco vi abitarono fino al XVI secolo per poi costruire una seconda residenza, di dimensioni maggiori, affacciata in Corso Matteotti. Proprio all'interno del palazzo vecchio venne ideata la congiura antifrancese del 1512 grazie a Tommaso Ducco, il quale per la causa perse la vita giustiziato.[3][11]
- Palazzo Martinengo della Motella, Brescia
- Casa in via moretto 20, Brescia: I Ducco acquisirono questa casa per eredità dalla famiglia Rodengo[12]
- Castello di Maclodio
- Castello di Quinzanello
- Villa Ducco, Camignone
- Villa Ducco (oggi Whürer), Valenzano: antica villa comunicante con quella di Camignone poiché collocata a neanche un chilometro di distanza da quest’ultima. La dimora sorge ai piedi del monte di San Faustino nella frazione di Valenzano; fu di proprietà della famiglia per circa tre secoli fino alla fine del XX secolo quando passò alla famiglia Whürer.
- Chiesa di Santa Maria, Barbariga
- Palazzo Ducco, Carzano (Monte Isola)

## Personaggi illustri
- Nobili Bartolomeo e Marco Ducco: Poiché tra i più forti in armi, fecero parte dei quaranta cittadini in qualità di conestabili delle milizie cittadine durante l’assedio di Niccolò Piccinino.[5] Assieme a Pellegrino Ducco furono tra i firmatari del patto di Unione con la repubblica di Venezia il 6 ottobre 1426, giurato in Duomo. [13]
- Vescovo Giovanni Ducco (XV secolo-1496): proveniente dal ramo pontevichese della famiglia, studiò diritto presso le Università di Padova e di Bologna, prima di avviare la carriera da sacerdote. Fu prevosto di San Nazaro (Brescia) e di Gussago e, successivamente, titolare della Pieve di Santa Maria Assunta di Cividate Camuno. Nel 1477, grazie alla sua grande conoscenza del diritto canonico e alla sua abilità negli affari pubblici, divenne Referendario della Segnatura Apostolica e due anni dopo divenne protonotario apostolico e pro-legato della Marca Anconitana fino all'anno successivo e Vescovo di Corone, una cittadina del Peloponneso. Nel 1482 il Comune di Brescia richiese la sua nomina a Legato apostolico della città, trovando il rifiuto del Pontefice. Tra il 1487 e il 1491, lavorò come luogotenente del legato apostolico Jean Balue nella Marca anconitana e, durante il suo incarico, si ritrovò costretto a fronteggiare il problema degli scontri tra città e il rischio di un'invasione delle Marche via mare da parte dell'Impero Ottomano. Chiuse la sua vita a Brescia, dove lavorò per il rinnovamento della Chiesa dei Santi Nazaro e Celso.[14]
- Nobile Giacomo Ducco (XV secolo): partecipò attivamente alla vita politica cittadina. Fece un’ordinanza riguardo alle mansioni e ai doveri degli ufficiali preposti alle custodie notturne con Giovanni Antegnati.[15]
- Nobile Giacomo Ducco (XV secolo): podestà di Orzinuovi intorno al 1450.
- Nobile Giovanni Ducco (XV secolo): Fu podestà di Brescia nel 1447 e successivamente sostituito con Giacomo Morari dai Milanesi. Riebbe tale carica una volta che la città tornò sotto dominio della Repubblica di Venezia.[16]
- Nobile Giovanni Ducco (XV-XVI secolo): Fu vicario a Quinzano. Fece parte della congiura antifrancese nel 1511.[17]
- Nobile Tommaso Ducco (XV secolo-1512): ambasciatore e protagonista della congiura antifrancese del 1512[3][11]
- Nobile Gabriele Ducco (XV-XVI): Viene ricordato da Francesco Marinelli di Marcheno, notaio d’autorità imperiale, come “magnifico signor” Gabriele De Duchis, “conte palatino” e cittadino di Brescia. Marinelli rogò un atto proprio nella dimora del nobile Ducco, presso la contrada Gosnello a Fontana di Monticelli Brusati. [13]
- Colonnello Carlo Ducco (XVI secolo): Nel 1570 durante la guerra di Cipro gli venne affidato il comando di Mille uomini dalla città di Brescia e dalla Valtrompia.[18]
- Nobile Battista Ducco (XVI secolo): Nei suoi diari Marin Sanudo lo descrisse come uomo gentile, costumato, morbido e un po’ matto, tenne grande corte a Brescia e specialmente a Venezia. Era solitamente accolto nelle case delle famiglie più importanti facendosi notare per il suo carisma e la sua impulsività. Fu ucciso da Mariotto Martinengo della Pallata.[19]
- Primicerio Giovanfrancesco Ducco: nel 1516 incarica Ferramola di decorare con i ritratti dei canonici la sala capitolare della chiesa dei santi Nazzaro e Celso a Brescia.[3]
- Nobile Giovanfrancesco Ducco: fu giureconsulto e professore presso l'università di Padova intorno al 1518
- Primicerio Ottaviano Ducco (1512)[3]
- Primicerio Pietro Ducco (1516)[3]
- Nobile Filippa Ducco (1520-1586): amante del futuro re Enrico II di Francia e madre di Diana Di Francia.
- Nobile Cesare Ducco (XVI secolo): letterato e poeta. Compose il Nubiloso all’interno di Rime De Gli Academici Occulti Con Le Loro Imprese Et Discorsi, un'opera strutturata da 16 poesie composte da diversi autori.[20]
- Primicerio Mario Ducco (nato tra il 1550-60)[3]
- Primicerio Girolamo Ducco (1527)[3]
- Padre Don Gregorio Ducco (1550-1616): filosofo e poeta. Fu l'autore della Scacheide, 1586, un racconto eziologico sulla nascita degli scacchi.
- Nobile Marcantonio Ducco (1590-1665): fisico e dottore della peste del 1630.[3][21]
- Nobile Bernardino Ducco (XVII secolo): poeta verseggiatore. I suoi versi vennero inseriti nella raccolta di Giovanni Aragona, Tempio.[22]
- Don Pietro Francesco Ducco: abate dell'abbazia dei santi Nicola e Paolo VI di Rodengo-Saiano.[3]
- Don Alessandro Ducco[3]
- Conte Giovanni Battista Ducco (1715-1790): Fu celebre a Brescia soprattutto per aver soccorso e salvato numerosi cittadini a seguito del disastroso scoppio delle polveri presso porta San Nazzaro, avvenuto a pochi metri da palazzo Ducco. Tale eroismo portò lui e la sua famiglia a ricevere il titolo di Conte.
- Conte Pietro Gianuario Ducco (1770-1850): Sindaco di Brescia.
- Conte Lodovico Galeazzo Ducco (1782-1855): politico, rivoluzionario e carbonaro; nonché sindaco di Camignone fino al 1855.[23]
- Conte Paolo Ducco (1837-1909): conquistò una medaglia al valore combattendo come volontario della brigata Margherita presso San Martino alla Madonna Scoperta. Intraprese la carriera militare raggiungendo il grado di Capitano. Partecipò inoltre alla campagna del 1866. Dopodiché si stabilì a Camignone dove si dedicò alla gestione dei possedimenti terrieri legati all’importante villa famigliare. Fu un sostenitore del partito moderato.[24]
- Conte Cesare Ducco (1839-1891): volontario garibaldino; fu fatto prigioniero a Bezzecca.
- Conte Giovanni Ducco (1842-1903): Sergente durante la campagna del 1866 nel sessantaseiesimo reggimento di fanteria. Fu inoltre sindaco di Camignone dal 1872 al 1874 e successivamente dal 1881 al 1898.[25]
- Conte Luigi Ignazio Ducco (1843-1923): Furiere durante la campagna del 1866 e successivamente in quella del 1870, nel ventottesimo reggimento di fanteria.
- Conte Antonio Nicola Ducco (1846-1893): sergente durante la campagna del 1866 e successivamente in quella del 1870.
- Conte Giovanni Battista Ducco (1803-1850): venne ritratto nella prima fotografia scattata a Brescia nel 1845.[26]
- Conte Pietro Ducco (1830-1876): ufficiale del reggimento di cavalleria di Torino.
- Conte Tommaso Lodovico Ducco (1833-1909): notaio
- Conte Giorgio Maria Carlo Angelo Luigi Catturich Ducco (1886-1967): Svolgente funzione di Ingegnere capo della provincia di Brescia. Fu Cavaliere dell'Ordine della Corona d'Italia[3].
- Conte Pietro Catturich Ducco (1925-2021): magnate, costruttore e imprenditore agricolo, tra i padri fondatori della Franciacorta. Fu Cavaliere Ufficiale.[27][28][29]

## Albero genealogico
|                  |                    |                           |                           |                                               |                                               |                                       |                                       |                                       |                                       |                                     |                                     |                                            |                                            |                                                 |                                                                           |                                                                           |                                                   |                                                     |                                                  |                                                  |                                         |                                        |                          |                          |                                  |                                  |                                    |                                    |                                        |                                        |                                               |                                               |                                         |                                         |                                |                                     |                                     |                                               |                                               |                                       |                                         |                                            |                                            |                               |                                      |                                      |                                  |                                  |                                    |                                    |                    |                    |                     |                     |
|                  |                    |                           |                           |                                               |                                               |                                       |                                       |                                       |                                       |                                     |                                     |                                            |                                            |                                                 |                                                                           |                                                                           |                                                   |                                                     |                                                  |                                                  |                                         |                                        |                          |                          |                                  |                                  |                                    |                                    |                                        |                                        |                                               |                                               |                                         |                                         |                                |                                     |                                     |                                               |                                               |                                       |                                         | DUCCO                                      |                                            |                               |                                      |                                      |                                  |                                  |                                    |                                    |                    |                    |                     |                     |
|                  |                    |                           |                           |                                               |                                               |                                       |                                       |                                       |                                       |                                     |                                     |                                            |                                            |                                                 |                                                                           |                                                                           |                                                   |                                                     |                                                  |                                                  |                                         |                                        |                          |                          |                                  |                                  |                                    |                                    |                                        |                                        |                                               |                                               |                                         |                                         |                                |                                     |                                     |                                               |                                               |                                       |                                         |                                            |                                            |                               |                                      |                                      |                                  |                                  |                                    |                                    |                    |                    |                     |                     |
|                  |                    |                           |                           |                                               |                                               |                                       |                                       |                                       |                                       |                                     |                                     |                                            |                                            |                                                 |                                                                           |                                                                           |                                                   |                                                     |                                                  |                                                  |                                         |                                        |                          |                          |                                  |                                  |                                    |                                    |                                        |                                        |                                               |                                               |                                         |                                         |                                |                                     |                                     |                                               |                                               |                                       |                                         |                                            |                                            |                               |                                      |                                      |                                  |                                  |                                    |                                    |                    |                    |                     |                     |
|                  |                    |                           |                           |                                               |                                               |                                       |                                       |                                       |                                       |                                     |                                     |                                            |                                            |                                                 |                                                                           |                                                                           |                                                   |                                                     |                                                  |                                                  |                                         |                                        |                          |                          |                                  |                                  |                                    |                                    |                                        |                                        |                                               |                                               |                                         |                                         |                                |                                     |                                     |                                               |                                               |                                       |                                         | Ducchino 1290-1310                         |                                            |                               |                                      |                                      |                                  |                                  |                                    |                                    |                    |                    |                     |                     |
|                  |                    |                           |                           |                                               |                                               |                                       |                                       |                                       |                                       |                                     |                                     |                                            |                                            |                                                 |                                                                           |                                                                           |                                                   |                                                     |                                                  |                                                  |                                         |                                        |                          |                          |                                  |                                  |                                    |                                    |                                        |                                        |                                               |                                               |                                         |                                         |                                |                                     |                                     |                                               |                                               |                                       |                                         |                                            |                                            |                               |                                      |                                      |                                  |                                  |                                    |                                    |                    |                    |                     |                     |
|                  |                    |                           |                           |                                               |                                               |                                       |                                       |                                       |                                       |                                     |                                     |                                            |                                            |                                                 |                                                                           |                                                                           |                                                   |                                                     |                                                  |                                                  |                                         |                                        |                          |                          |                                  |                                  |                                    |                                    |                                        |                                        |                                               |                                               |                                         |                                         |                                |                                     |                                     |                                               |                                               |                                       |                                         |                                            |                                            |                               |                                      |                                      |                                  |                                  |                                    |                                    |                    |                    |                     |                     |
|                  |                    |                           |                           |                                               |                                               |                                       |                                       |                                       |                                       |                                     |                                     |                                            |                                            |                                                 |                                                                           |                                                                           |                                                   |                                                     |                                                  |                                                  |                                         |                                        |                          |                          |                                  |                                  |                                    |                                    |                                        |                                        |                                               |                                               |                                         |                                         |                                |                                     |                                     |                                               |                                               |                                       |                                         | Pacino 1310-1394                           |                                            |                               |                                      |                                      |                                  |                                  |                                    |                                    |                    |                    |                     |                     |
|                  |                    |                           |                           |                                               |                                               |                                       |                                       |                                       |                                       |                                     |                                     |                                            |                                            |                                                 |                                                                           |                                                                           |                                                   |                                                     |                                                  |                                                  |                                         |                                        |                          |                          |                                  |                                  |                                    |                                    |                                        |                                        |                                               |                                               |                                         |                                         |                                |                                     |                                     |                                               |                                               |                                       |                                         |                                            |                                            |                               |                                      |                                      |                                  |                                  |                                    |                                    |                    |                    |                     |                     |
|                  |                    |                           |                           |                                               |                                               |                                       |                                       |                                       |                                       |                                     |                                     |                                            |                                            |                                                 |                                                                           |                                                                           |                                                   |                                                     |                                                  |                                                  |                                         |                                        |                          |                          |                                  |                                  |                                    |                                    |                                        |                                        |                                               |                                               |                                         |                                         |                                |                                     |                                     |                                               |                                               |                                       |                                         |                                            |                                            |                               |                                      |                                      |                                  |                                  |                                    |                                    |                    |                    |                     |                     |
|                  |                    |                           |                           |                                               |                                               |                                       |                                       |                                       |                                       |                                     |                                     |                                            |                                            |                                                 |                                                                           |                                                                           |                                                   |                                                     |                                                  |                                                  |                                         |                                        |                          |                          |                                  |                                  |                                    |                                    |                                        |                                        |                                               |                                               | Giovanni 1330-1394                      | Giovanni 1330-1394                      |                                |                                     |                                     |                                               |                                               |                                       |                                         |                                            |                                            |                               |                                      |                                      |                                  |                                  |                                    |                                    | Dusio 1330-1394    | Dusio 1330-1394    |                     |                     |
|                  |                    |                           |                           |                                               |                                               |                                       |                                       |                                       |                                       |                                     |                                     |                                            |                                            |                                                 |                                                                           |                                                                           |                                                   |                                                     |                                                  |                                                  |                                         |                                        |                          |                          |                                  |                                  |                                    |                                    |                                        |                                        |                                               |                                               |                                         |                                         |                                |                                     |                                     |                                               |                                               |                                       |                                         |                                            |                                            |                               |                                      |                                      |                                  |                                  |                                    |                                    |                    |                    |                     |                     |
|                  |                    |                           |                           |                                               |                                               |                                       |                                       |                                       |                                       |                                     |                                     |                                            |                                            |                                                 |                                                                           |                                                                           |                                                   |                                                     |                                                  |                                                  |                                         |                                        |                          |                          |                                  |                                  |                                    |                                    |                                        |                                        |                                               |                                               |                                         |                                         |                                |                                     |                                     |                                               |                                               |                                       |                                         |                                            |                                            |                               |                                      |                                      |                                  |                                  |                                    |                                    |                    |                    |                     |                     |
|                  |                    |                           |                           |                                               |                                               |                                       |                                       |                                       |                                       |                                     |                                     |                                            |                                            |                                                 |                                                                           |                                                                           | Pasino 1350-1421 ⚭ Penelope                       | Pasino 1350-1421 ⚭ Penelope                         |                                                  |                                                  |                                         |                                        |                          |                          |                                  |                                  |                                    |                                    |                                        |                                        |                                               |                                               |                                         |                                         |                                |                                     |                                     |                                               |                                               |                                       |                                         |                                            |                                            |                               |                                      |                                      | Tonino 1350-1370                 | Tonino 1350-1370                 | Francesco 1350-1439 ⚭ Franceschina | Francesco 1350-1439 ⚭ Franceschina | Marco 1350-1421    | Marco 1350-1421    |                     |                     |
|                  |                    |                           |                           |                                               |                                               |                                       |                                       |                                       |                                       |                                     |                                     |                                            |                                            |                                                 |                                                                           |                                                                           |                                                   |                                                     |                                                  |                                                  |                                         |                                        |                          |                          |                                  |                                  |                                    |                                    |                                        |                                        |                                               |                                               |                                         |                                         |                                |                                     |                                     |                                               |                                               |                                       |                                         |                                            |                                            |                               |                                      |                                      |                                  |                                  |                                    |                                    |                    |                    |                     |                     |
|                  |                    |                           |                           |                                               |                                               |                                       |                                       |                                       |                                       |                                     |                                     |                                            |                                            |                                                 |                                                                           |                                                                           |                                                   |                                                     |                                                  |                                                  |                                         |                                        |                          |                          |                                  |                                  |                                    |                                    |                                        |                                        |                                               |                                               |                                         |                                         |                                |                                     |                                     |                                               |                                               |                                       |                                         |                                            |                                            |                               |                                      |                                      |                                  |                                  |                                    |                                    |                    |                    |                     |                     |
|                  |                    | Bartolomeo 1370-1439      | Bartolomeo 1370-1439      |                                               |                                               |                                       |                                       |                                       |                                       |                                     |                                     |                                            | Cristoforo 1370-1439 ⚭ Penelope            | Cristoforo 1370-1439 ⚭ Penelope                 |                                                                           |                                                                           | Giovanni Francesco 1370-1445 ⚭ Margherita Corioni | Giovanni Francesco 1370-1445 ⚭ Margherita Corioni   |                                                  |                                                  |                                         | Ugone 1370-1370                        | Ugone 1370-1370          |                          |                                  | Giovanni Stefano 1370-1439       | Giovanni Stefano 1370-1439         |                                    |                                        |                                        | Michele ⚭ Elisabetta                          | Michele ⚭ Elisabetta                          | Bresciana 1370-1418 ⚭ Nicolino Caprioli | Bresciana 1370-1418 ⚭ Nicolino Caprioli |                                |                                     |                                     |                                               |                                               |                                       |                                         |                                            |                                            |                               | Bartolomeo 1370-1421                 | Bartolomeo 1370-1421                 | Giovanni 1370-1421               | Giovanni 1370-1421               | Pellegrino 1370-1421               | Pellegrino 1370-1421               |                    |                    |                     |                     |
|                  |                    |                           |                           |                                               |                                               |                                       |                                       |                                       |                                       |                                     |                                     |                                            |                                            |                                                 |                                                                           |                                                                           |                                                   |                                                     |                                                  |                                                  |                                         |                                        |                          |                          |                                  |                                  |                                    |                                    |                                        |                                        |                                               |                                               |                                         |                                         |                                |                                     |                                     |                                               |                                               |                                       |                                         |                                            |                                            |                               |                                      |                                      |                                  |                                  |                                    |                                    |                    |                    |                     |                     |
|                  |                    |                           |                           |                                               |                                               |                                       |                                       |                                       |                                       |                                     |                                     |                                            |                                            |                                                 |                                                                           |                                                                           |                                                   |                                                     |                                                  |                                                  |                                         |                                        |                          |                          |                                  |                                  |                                    |                                    |                                        |                                        |                                               |                                               |                                         |                                         |                                |                                     |                                     |                                               |                                               |                                       |                                         |                                            |                                            |                               |                                      |                                      |                                  |                                  |                                    |                                    |                    |                    |                     |                     |
| Pasino 1400-1464 | Pasino 1400-1464   | Giovanni Pietro 1400-1475 | Giovanni Pietro 1400-1475 | Ludovico 1400-1494 ⚭ Giovanna                 | Ludovico 1400-1494 ⚭ Giovanna                 |                                       |                                       |                                       |                                       |                                     |                                     | Giovanni Francesco 1390-1467               | Giovanni Francesco 1390-1467               | Giovanni Stefano 1390-1462                      | Giovanni Stefano 1390-1462                                                |                                                                           | Taddeo 1404-1505 ⚭ Caterina Viadana               | Taddeo 1404-1505 ⚭ Caterina Viadana                 |                                                  | Giovanni 1420-1511                               | Giovanni 1420-1511                      | Pietro 1430-1516                       | Pietro 1430-1516         | Bernardo 1420-1506       | Bernardo 1420-1506               |                                  |                                    |                                    |                                        |                                        |                                               | Pasino 1450-1544 ⚭ Maria Agosti               | Pasino 1450-1544 ⚭ Maria Agosti         |                                         |                                |                                     |                                     |                                               |                                               | Antonio 1420-1479 ⚭ Maddalena         | Antonio 1420-1479 ⚭ Maddalena           | Marco 1450-1541                            | Marco 1450-1541                            |                               |                                      |                                      |                                  | Giacomo 1400-1489                | Giacomo 1400-1489                  | Giorgio 1400-1489                  | Giorgio 1400-1489  |                    |                     |                     |
|                  |                    |                           |                           |                                               |                                               |                                       |                                       |                                       |                                       |                                     |                                     |                                            |                                            |                                                 |                                                                           |                                                                           |                                                   |                                                     |                                                  |                                                  |                                         |                                        |                          |                          |                                  |                                  |                                    |                                    |                                        |                                        |                                               |                                               |                                         |                                         |                                |                                     |                                     |                                               |                                               |                                       |                                         |                                            |                                            |                               |                                      |                                      |                                  |                                  |                                    |                                    |                    |                    |                     |                     |
|                  |                    |                           |                           |                                               |                                               |                                       |                                       |                                       |                                       |                                     |                                     |                                            |                                            |                                                 |                                                                           |                                                                           |                                                   |                                                     |                                                  |                                                  |                                         |                                        |                          |                          |                                  |                                  |                                    |                                    |                                        |                                        |                                               |                                               |                                         |                                         |                                |                                     |                                     |                                               |                                               |                                       |                                         |                                            |                                            |                               |                                      |                                      |                                  |                                  |                                    |                                    |                    |                    |                     |                     |
|                  | Pasino 1445-1538   | Pasino 1445-1538          | Corradino 1430-1521       | Corradino 1430-1521                           | Bernardino 1445-1536 ⚭ Caterina Pavia         | Bernardino 1445-1536 ⚭ Caterina Pavia | Michele 1425-1511 ⚭ Veronica Archeria | Michele 1425-1511 ⚭ Veronica Archeria |                                       |                                     | Cristoforo 1455-1520 ⚭ Caterina     | Cristoforo 1455-1520 ⚭ Caterina            | Ugone 1467-1549 ⚭ Antonia                  | Ugone 1467-1549 ⚭ Antonia                       |                                                                           |                                                                           |                                                   |                                                     |                                                  | Damisella 1440-1515 ⚭ Policreto Bornati          | Damisella 1440-1515 ⚭ Policreto Bornati |                                        | Michele 1440-1518        | Michele 1440-1518        | Gerolamo 1470-1557 ⚭ Anna Zucchi | Gerolamo 1470-1557 ⚭ Anna Zucchi | Paolo 1470-1542                    | Paolo 1470-1542                    |                                        |                                        |                                               | Luca 1470-1557                                | Luca 1470-1557                          | Vincenzo 1470-1557                      | Vincenzo 1470-1557             | Pietro Antonio 1470-1562            | Pietro Antonio 1470-1562            | Ludovica 1470-1536 ⚭ Giovanni Francesco Terzi | Ludovica 1470-1536 ⚭ Giovanni Francesco Terzi | Pasino 1440-1507                      | Pasino 1440-1507                        |                                            | Pellegrino 1440-1465                       | Pellegrino 1440-1465          |                                      | Andrea 1470-1524                     | Andrea 1470-1524                 | Giovanni 1425-1496               | Giovanni 1425-1496                 | Ludovico 1440-1504                 | Ludovico 1440-1504 |                    | Tonino 1440-1460    | Tonino 1440-1460    |
|                  |                    |                           |                           |                                               |                                               |                                       |                                       |                                       |                                       |                                     |                                     |                                            |                                            |                                                 |                                                                           |                                                                           |                                                   |                                                     |                                                  |                                                  |                                         |                                        |                          |                          |                                  |                                  |                                    |                                    |                                        |                                        |                                               |                                               |                                         |                                         |                                |                                     |                                     |                                               |                                               |                                       |                                         |                                            |                                            |                               |                                      |                                      |                                  |                                  |                                    |                                    |                    |                    |                     |                     |
|                  |                    |                           |                           |                                               |                                               |                                       |                                       |                                       |                                       |                                     |                                     |                                            |                                            |                                                 |                                                                           |                                                                           |                                                   |                                                     |                                                  |                                                  |                                         |                                        |                          |                          |                                  |                                  |                                    |                                    |                                        |                                        |                                               |                                               |                                         |                                         |                                |                                     |                                     |                                               |                                               |                                       |                                         |                                            |                                            |                               |                                      |                                      |                                  |                                  |                                    |                                    |                    |                    |                     |                     |
|                  | Ludovico 1465-1538 | Ludovico 1465-1538        |                           | Mario 1515-1608                               | Mario 1515-1608                               | Arsilio 1505-1587                     | Arsilio 1505-1587                     | Mattia 1495-1515                      | Mattia 1495-1515                      | Gennaro 1511-1553 ⚭ Elena           | Gennaro 1511-1553 ⚭ Elena           |                                            |                                            |                                                 |                                                                           | Carlo 1516-1572 1 ⚭ XXX 2 ⚭ Veronica Saiani                               | Carlo 1516-1572 1 ⚭ XXX 2 ⚭ Veronica Saiani       | Pietro 1526-1588                                    | Pietro 1526-1588                                 |                                                  |                                         |                                        |                          |                          | Paola 1541-1565 ⚭ Valerio Tiberi | Paola 1541-1565 ⚭ Valerio Tiberi | Pamfilia 1542-1588 ⚭ Paolo Savoldo | Pamfilia 1542-1588 ⚭ Paolo Savoldo | Adriano 1541-1619 ⚭ Lodovica Chizzola  | Adriano 1541-1619 ⚭ Lodovica Chizzola  | Chiara 1500-1580 ⚭ Giovanni Antonio Poncarali | Chiara 1500-1580 ⚭ Giovanni Antonio Poncarali | Camilla 1510-1582 ⚭ Virgilio Gigli      | Camilla 1510-1582 ⚭ Virgilio Gigli      |                                |                                     |                                     |                                               | Pompeo 1460-1531                              | Pompeo 1460-1531                      | Giovanni 1460-1545                      | Giovanni 1460-1545                         | Francesco 1460-1516                        | Francesco 1460-1516           | Gerolamo 1490-1541 ⚭ Aurelia Luzzago | Gerolamo 1490-1541 ⚭ Aurelia Luzzago | Giorgio 1503-1549                | Giorgio 1503-1549                | Virginia 1460-1520 ⚭ Ippolito Lana | Virginia 1460-1520 ⚭ Ippolito Lana | Costanzo 1485-1524 | Costanzo 1485-1524 | Ottaviano 1460-1512 | Ottaviano 1460-1512 |
|                  |                    |                           |                           |                                               |                                               |                                       |                                       |                                       |                                       |                                     |                                     |                                            |                                            |                                                 |                                                                           |                                                                           |                                                   |                                                     |                                                  |                                                  |                                         |                                        |                          |                          |                                  |                                  |                                    |                                    |                                        |                                        |                                               |                                               |                                         |                                         |                                |                                     |                                     |                                               |                                               |                                       |                                         |                                            |                                            |                               |                                      |                                      |                                  |                                  |                                    |                                    |                    |                    |                     |                     |
|                  |                    |                           |                           |                                               |                                               |                                       |                                       |                                       |                                       |                                     |                                     |                                            |                                            |                                                 |                                                                           |                                                                           |                                                   |                                                     |                                                  |                                                  |                                         |                                        |                          |                          |                                  |                                  |                                    |                                    |                                        |                                        |                                               |                                               |                                         |                                         |                                |                                     |                                     |                                               |                                               |                                       |                                         |                                            |                                            |                               |                                      |                                      |                                  |                                  |                                    |                                    |                    |                    |                     |                     |
|                  |                    |                           |                           | Claudia 1575-1669 ⚭ Giovanni Andrea Pellegini | Claudia 1575-1669 ⚭ Giovanni Andrea Pellegini |                                       |                                       | Teodora 1546-1580 ⚭ Ippolito Chizzola | Teodora 1546-1580 ⚭ Ippolito Chizzola | Gennaro 1546-1573                   | Gennaro 1546-1573                   | Giovanni Battista 1553-1619 ⚭ Bianca Ducco | Giovanni Battista 1553-1619 ⚭ Bianca Ducco | 2 Lavinia 1559-1598 ⚭ Giovanni Battista Ugoni   | 2 Lavinia 1559-1598 ⚭ Giovanni Battista Ugoni                             | 2 Giustina 1570-1615 ⚭ Antonio Ducco                                      | 2 Giustina 1570-1615 ⚭ Antonio Ducco              | 1 Leonora 1535-1590 ⚭ Giovanni Battista Bargnani    | 1 Leonora 1535-1590 ⚭ Giovanni Battista Bargnani | Lelio 1565-1628                                  | Lelio 1565-1628                         | Giulio 1565-1651                       | Giulio 1565-1651         | Pietro 1565-1588         | Pietro 1565-1588                 | Giovanni Francesco 1565-1599     | Giovanni Francesco 1565-1599       | Annibale 1565-1629 ⚭ Livia Ducco   | Annibale 1565-1629 ⚭ Livia Ducco       |                                        | Ducco 1565-1590                               | Ducco 1565-1590                               |                                         |                                         |                                | Scipione 1565-1638 ⚭ Giulia Nassino | Scipione 1565-1638 ⚭ Giulia Nassino | Claudia 1565-1619 ⚭ Pompeo Mazzola            | Claudia 1565-1619 ⚭ Pompeo Mazzola            |                                       | Antonio 1480-1536                       | Antonio 1480-1536                          | Maddalena 1510-1525 ⚭ Girelli              | Maddalena 1510-1525 ⚭ Girelli | Gerolamo 1530-1550                   | Gerolamo 1530-1550                   | Pompeo 1541-1560 ⚭ Leonora Ugoni | Pompeo 1541-1560 ⚭ Leonora Ugoni |                                    |                                    |                    |                    |                     |                     |
|                  |                    |                           |                           |                                               |                                               |                                       |                                       |                                       |                                       |                                     |                                     |                                            |                                            |                                                 |                                                                           |                                                                           |                                                   |                                                     |                                                  |                                                  |                                         |                                        |                          |                          |                                  |                                  |                                    |                                    |                                        |                                        |                                               |                                               |                                         |                                         |                                |                                     |                                     |                                               |                                               |                                       |                                         |                                            |                                            |                               |                                      |                                      |                                  |                                  |                                    |                                    |                    |                    |                     |                     |
|                  |                    |                           |                           |                                               |                                               |                                       |                                       |                                       |                                       |                                     |                                     |                                            |                                            |                                                 |                                                                           |                                                                           |                                                   |                                                     |                                                  |                                                  |                                         |                                        |                          |                          |                                  |                                  |                                    |                                    |                                        |                                        |                                               |                                               |                                         |                                         |                                |                                     |                                     |                                               |                                               |                                       |                                         |                                            |                                            |                               |                                      |                                      |                                  |                                  |                                    |                                    |                    |                    |                     |                     |
|                  |                    |                           |                           |                                               |                                               |                                       |                                       |                                       |                                       |                                     | Elena 1580-1615                     | Elena 1580-1615                            | Gennaro 1609-1640 ⚭ Chiara Chizzola        | Gennaro 1609-1640 ⚭ Chiara Chizzola             |                                                                           |                                                                           |                                                   |                                                     |                                                  |                                                  |                                         |                                        |                          |                          |                                  |                                  |                                    | Pietro 1629-1629                   | Pietro 1629-1629                       | Claudio 1590-1683                      | Claudio 1590-1683                             | Gasparo 1590-1683                             | Gasparo 1590-1683                       | Adriano 1630-1651                       | Adriano 1630-1651              | Pietro 1630-1681 ⚭ Laura Cesareni   | Pietro 1630-1681 ⚭ Laura Cesareni   | Ludovica 1630-1662 ⚭ Lelio Taiardino          | Ludovica 1630-1662 ⚭ Lelio Taiardino          |                                       | Orazio 1500-1560                        | Orazio 1500-1560                           |                                            |                               | Ottaviano 1550-1570                  | Ottaviano 1550-1570                  |                                  |                                  |                                    |                                    |                    |                    |                     |                     |
|                  |                    |                           |                           |                                               |                                               |                                       |                                       |                                       |                                       |                                     |                                     |                                            |                                            |                                                 |                                                                           |                                                                           |                                                   |                                                     |                                                  |                                                  |                                         |                                        |                          |                          |                                  |                                  |                                    |                                    |                                        |                                        |                                               |                                               |                                         |                                         |                                |                                     |                                     |                                               |                                               |                                       |                                         |                                            |                                            |                               |                                      |                                      |                                  |                                  |                                    |                                    |                    |                    |                     |                     |
|                  |                    |                           |                           |                                               |                                               |                                       |                                       |                                       |                                       |                                     |                                     |                                            |                                            |                                                 |                                                                           |                                                                           |                                                   |                                                     |                                                  |                                                  |                                         |                                        |                          |                          |                                  |                                  |                                    |                                    |                                        |                                        |                                               |                                               |                                         |                                         |                                |                                     |                                     |                                               |                                               |                                       |                                         |                                            |                                            |                               |                                      |                                      |                                  |                                  |                                    |                                    |                    |                    |                     |                     |
|                  |                    |                           |                           |                                               |                                               |                                       |                                       |                                       |                                       |                                     |                                     |                                            | Pietro 1640-1696 ⚭ Camilla Brunelli        | Pietro 1640-1696 ⚭ Camilla Brunelli             |                                                                           |                                                                           |                                                   |                                                     |                                                  |                                                  |                                         |                                        |                          |                          |                                  |                                  |                                    |                                    |                                        |                                        |                                               |                                               |                                         |                                         | Adriano 1668-1751 ⚭ Elena Bona | Adriano 1668-1751 ⚭ Elena Bona      | Scipione 1672-1728 ⚭ Paola Conter   | Scipione 1672-1728 ⚭ Paola Conter             |                                               | Antonio 1530-1585 ⚭ Giustina Ducco    | Antonio 1530-1585 ⚭ Giustina Ducco      | Bianca 1560-1626 ⚭ Giovanni Battista Ducco | Bianca 1560-1626 ⚭ Giovanni Battista Ducco |                               | Gerolamo 1570-1612                   | Gerolamo 1570-1612                   |                                  |                                  |                                    |                                    |                    |                    |                     |                     |
|                  |                    |                           |                           |                                               |                                               |                                       |                                       |                                       |                                       |                                     |                                     |                                            |                                            |                                                 |                                                                           |                                                                           |                                                   |                                                     |                                                  |                                                  |                                         |                                        |                          |                          |                                  |                                  |                                    |                                    |                                        |                                        |                                               |                                               |                                         |                                         |                                |                                     |                                     |                                               |                                               |                                       |                                         |                                            |                                            |                               |                                      |                                      |                                  |                                  |                                    |                                    |                    |                    |                     |                     |
|                  |                    |                           |                           |                                               |                                               |                                       |                                       |                                       |                                       |                                     |                                     |                                            |                                            |                                                 |                                                                           |                                                                           |                                                   |                                                     |                                                  |                                                  |                                         |                                        |                          |                          |                                  |                                  |                                    |                                    |                                        |                                        |                                               |                                               |                                         |                                         |                                |                                     |                                     |                                               |                                               |                                       |                                         |                                            |                                            |                               |                                      |                                      |                                  |                                  |                                    |                                    |                    |                    |                     |                     |
|                  |                    |                           |                           |                                               |                                               |                                       |                                       |                                       |                                       |                                     |                                     | Caterina 1660-1696 ⚭ Lucrezio Longo        | Caterina 1660-1696 ⚭ Lucrezio Longo        | Pietro Gianuario 1694-1752 ⚭ Francesca Chinelli | Pietro Gianuario 1694-1752 ⚭ Francesca Chinelli                           |                                                                           |                                                   |                                                     |                                                  |                                                  |                                         |                                        |                          |                          |                                  |                                  |                                    |                                    |                                        |                                        |                                               |                                               |                                         | Benedetto 1685-1763                     | Benedetto 1685-1763            | Pietro 1710-1803                    | Pietro 1710-1803                    |                                               |                                               |                                       |                                         |                                            |                                            |                               | Gerolamo 1612-1612                   | Gerolamo 1612-1612                   |                                  |                                  |                                    |                                    |                    |                    |                     |                     |
|                  |                    |                           |                           |                                               |                                               |                                       |                                       |                                       |                                       |                                     |                                     |                                            |                                            |                                                 |                                                                           |                                                                           |                                                   |                                                     |                                                  |                                                  |                                         |                                        |                          |                          |                                  |                                  |                                    |                                    |                                        |                                        |                                               |                                               |                                         |                                         |                                |                                     |                                     |                                               |                                               |                                       |                                         |                                            |                                            |                               |                                      |                                      |                                  |                                  |                                    |                                    |                    |                    |                     |                     |
|                  |                    |                           |                           |                                               |                                               |                                       |                                       |                                       |                                       |                                     |                                     |                                            |                                            |                                                 |                                                                           |                                                                           |                                                   |                                                     |                                                  |                                                  |                                         |                                        |                          |                          |                                  |                                  |                                    |                                    |                                        |                                        |                                               |                                               |                                         |                                         |                                |                                     |                                     |                                               |                                               |                                       |                                         |                                            |                                            |                               |                                      |                                      |                                  |                                  |                                    |                                    |                    |                    |                     |                     |
|                  |                    |                           |                           |                                               |                                               |                                       |                                       | Chiara 1715-1730 ⚭ Alberto Odasio     | Chiara 1715-1730 ⚭ Alberto Odasio     | Giovanni Battista 1715-1790         | Giovanni Battista 1715-1790         | Ippolito 1715-1735                         | Ippolito 1715-1735                         | Camilla 1715-1730                               | Camilla 1715-1730                                                         | Alessandro 1715-1808                                                      | Alessandro 1715-1808                              | Carlo 1733-1782 ⚭ Teresa Foresti                    | Carlo 1733-1782 ⚭ Teresa Foresti                 | Giulio Cesare 1715-1804                          | Giulio Cesare 1715-1804                 |                                        |                          |                          |                                  |                                  |                                    |                                    |                                        |                                        |                                               |                                               |                                         |                                         |                                | Adriano 1767-1787                   | Adriano 1767-1787                   |                                               |                                               |                                       |                                         |                                            |                                            |                               |                                      |                                      |                                  |                                  |                                    |                                    |                    |                    |                     |                     |
|                  |                    |                           |                           |                                               |                                               |                                       |                                       |                                       |                                       |                                     |                                     |                                            |                                            |                                                 |                                                                           |                                                                           |                                                   |                                                     |                                                  |                                                  |                                         |                                        |                          |                          |                                  |                                  |                                    |                                    |                                        |                                        |                                               |                                               |                                         |                                         |                                |                                     |                                     |                                               |                                               |                                       |                                         |                                            |                                            |                               |                                      |                                      |                                  |                                  |                                    |                                    |                    |                    |                     |                     |
|                  |                    |                           |                           |                                               |                                               |                                       |                                       |                                       |                                       |                                     |                                     |                                            |                                            |                                                 |                                                                           |                                                                           |                                                   |                                                     |                                                  |                                                  |                                         |                                        |                          |                          |                                  |                                  |                                    |                                    |                                        |                                        |                                               |                                               |                                         |                                         |                                |                                     |                                     |                                               |                                               |                                       |                                         |                                            |                                            |                               |                                      |                                      |                                  |                                  |                                    |                                    |                    |                    |                     |                     |
|                  |                    |                           |                           |                                               |                                               | Maria 1767-1845 ⚭ Antonio Girelli     | Maria 1767-1845 ⚭ Antonio Girelli     | Francesca 1767-1819                   | Francesca 1767-1819                   | Elena 1767-1822                     | Elena 1767-1822                     | Pietro Gianuario 1770-1855 ⚭ Orsola Maggi  | Pietro Gianuario 1770-1855 ⚭ Orsola Maggi  |                                                 |                                                                           |                                                                           |                                                   |                                                     |                                                  |                                                  |                                         |                                        |                          |                          |                                  |                                  |                                    |                                    | Lodovico Galeazzo 1782-1855 ⚭ Luisa Fè | Lodovico Galeazzo 1782-1855 ⚭ Luisa Fè | Caterina 1767-1819                            | Caterina 1767-1819                            |                                         |                                         |                                |                                     |                                     |                                               |                                               |                                       |                                         |                                            |                                            |                               |                                      |                                      |                                  |                                  |                                    |                                    |                    |                    |                     |                     |
|                  |                    |                           |                           |                                               |                                               |                                       |                                       |                                       |                                       |                                     |                                     |                                            |                                            |                                                 |                                                                           |                                                                           |                                                   |                                                     |                                                  |                                                  |                                         |                                        |                          |                          |                                  |                                  |                                    |                                    |                                        |                                        |                                               |                                               |                                         |                                         |                                |                                     |                                     |                                               |                                               |                                       |                                         |                                            |                                            |                               |                                      |                                      |                                  |                                  |                                    |                                    |                    |                    |                     |                     |
|                  |                    |                           |                           |                                               |                                               |                                       |                                       |                                       |                                       |                                     |                                     |                                            |                                            |                                                 |                                                                           |                                                                           |                                                   |                                                     |                                                  |                                                  |                                         |                                        |                          |                          |                                  |                                  |                                    |                                    |                                        |                                        |                                               |                                               |                                         |                                         |                                |                                     |                                     |                                               |                                               |                                       |                                         |                                            |                                            |                               |                                      |                                      |                                  |                                  |                                    |                                    |                    |                    |                     |                     |
|                  |                    |                           |                           |                                               |                                               |                                       |                                       |                                       |                                       | Fabio 1798-1865 ⚭ Caterina Fenaroli | Fabio 1798-1865 ⚭ Caterina Fenaroli |                                            |                                            |                                                 | Giovanni Battista 1803-1850 1 ⚭ Francesca Lorenzich 2 ⚭ Margherita Lollio | Giovanni Battista 1803-1850 1 ⚭ Francesca Lorenzich 2 ⚭ Margherita Lollio | Luigi Ignazio 1843-1923                           | Luigi Ignazio 1843-1923                             | Elena 1843-1912                                  | Elena 1843-1912                                  | Martina 1844-1919 ⚭ Angelo Francesconi  | Martina 1844-1919 ⚭ Angelo Francesconi | Antonio Nicola 1846-1893 | Antonio Nicola 1846-1893 | Paola 1848-1850                  | Paola 1848-1850                  | Lavinia 1852-1907                  | Lavinia 1852-1907                  | Carlo 1835-1900                        | Carlo 1835-1900                        | Teresa 1837-1911 ⚭ Ludovico Violini           | Teresa 1837-1911 ⚭ Ludovico Violini           | Maria 1841-1914 ⚭ Ferdinando Saini      | Maria 1841-1914 ⚭ Ferdinando Saini      | Marta 1841-1846                | Marta 1841-1846                     | Giovanni 1842-1903                  | Giovanni 1842-1903                            | Cesare 1839-1891 ⚭ Carolina Benincore         | Cesare 1839-1891 ⚭ Carolina Benincore | Paolo 1836-1909 ⚭ Angiolina de Cazzaiti | Paolo 1836-1909 ⚭ Angiolina de Cazzaiti    |                                            |                               |                                      |                                      |                                  |                                  |                                    |                                    |                    |                    |                     |                     |
|                  |                    |                           |                           |                                               |                                               |                                       |                                       |                                       |                                       |                                     |                                     |                                            |                                            |                                                 |                                                                           |                                                                           |                                                   |                                                     |                                                  |                                                  |                                         |                                        |                          |                          |                                  |                                  |                                    |                                    |                                        |                                        |                                               |                                               |                                         |                                         |                                |                                     |                                     |                                               |                                               |                                       |                                         |                                            |                                            |                               |                                      |                                      |                                  |                                  |                                    |                                    |                    |                    |                     |                     |
|                  |                    |                           |                           |                                               |                                               |                                       |                                       |                                       |                                       |                                     |                                     |                                            |                                            |                                                 |                                                                           |                                                                           |                                                   |                                                     |                                                  |                                                  |                                         |                                        |                          |                          |                                  |                                  |                                    |                                    |                                        |                                        |                                               |                                               |                                         |                                         |                                |                                     |                                     |                                               |                                               |                                       |                                         |                                            |                                            |                               |                                      |                                      |                                  |                                  |                                    |                                    |                    |                    |                     |                     |
|                  |                    |                           |                           |                                               |                                               |                                       |                                       |                                       |                                       | Teresa 1824-1830                    | Teresa 1824-1830                    | 1 Emma 1842-1915 ⚭ Riccardo Sbruglio       | 1 Emma 1842-1915 ⚭ Riccardo Sbruglio       | 2 Tommaso Lodovico 1833-1909                    | 2 Tommaso Lodovico 1833-1909                                              | 2 Pietro 1830-1876                                                        | 2 Pietro 1830-1876                                | 2 Orsola 1835-1908 ⚭ Spirdione de Cazzaiti          | 2 Orsola 1835-1908 ⚭ Spirdione de Cazzaiti       |                                                  |                                         |                                        |                          |                          |                                  |                                  |                                    |                                    |                                        |                                        |                                               |                                               |                                         |                                         |                                |                                     |                                     |                                               |                                               |                                       |                                         |                                            |                                            |                               |                                      |                                      |                                  |                                  |                                    |                                    |                    |                    |                     |                     |
|                  |                    |                           |                           |                                               |                                               |                                       |                                       |                                       |                                       |                                     |                                     |                                            |                                            |                                                 |                                                                           |                                                                           |                                                   |                                                     |                                                  |                                                  |                                         |                                        |                          |                          |                                  |                                  |                                    |                                    |                                        |                                        |                                               |                                               |                                         |                                         |                                |                                     |                                     |                                               |                                               |                                       |                                         |                                            |                                            |                               |                                      |                                      |                                  |                                  |                                    |                                    |                    |                    |                     |                     |
|                  |                    |                           |                           |                                               |                                               |                                       |                                       |                                       |                                       |                                     |                                     |                                            |                                            |                                                 |                                                                           |                                                                           |                                                   |                                                     |                                                  |                                                  |                                         |                                        |                          |                          |                                  |                                  |                                    |                                    |                                        |                                        |                                               |                                               |                                         |                                         |                                |                                     |                                     |                                               |                                               |                                       |                                         |                                            |                                            |                               |                                      |                                      |                                  |                                  |                                    |                                    |                    |                    |                     |                     |
|                  |                    |                           |                           |                                               |                                               |                                       |                                       |                                       |                                       |                                     |                                     |                                            |                                            |                                                 |                                                                           |                                                                           |                                                   | Angiolina · 1855-1938 · discendenza Ducco-Catturich |                                                  |                                                  |                                         |                                        |                          |                          |                                  |                                  |                                    |                                    |                                        |                                        |                                               |                                               |                                         |                                         |                                |                                     |                                     |                                               |                                               |                                       |                                         |                                            |                                            |                               |                                      |                                      |                                  |                                  |                                    |                                    |                    |                    |                     |                     |
|                  |                    |                           |                           |                                               |                                               |                                       |                                       |                                       |                                       |                                     |                                     |                                            |                                            |                                                 |                                                                           |                                                                           |                                                   |                                                     |                                                  |                                                  |                                         |                                        |                          |                          |                                  |                                  |                                    |                                    |                                        |                                        |                                               |                                               |                                         |                                         |                                |                                     |                                     |                                               |                                               |                                       |                                         |                                            |                                            |                               |                                      |                                      |                                  |                                  |                                    |                                    |                    |                    |                     |                     |
|                  |                    |                           |                           |                                               |                                               |                                       |                                       |                                       |                                       |                                     |                                     |                                            |                                            |                                                 |                                                                           |                                                                           |                                                   |                                                     |                                                  |                                                  |                                         |                                        |                          |                          |                                  |                                  |                                    |                                    |                                        |                                        |                                               |                                               |                                         |                                         |                                |                                     |                                     |                                               |                                               |                                       |                                         |                                            |                                            |                               |                                      |                                      |                                  |                                  |                                    |                                    |                    |                    |                     |                     |
|                  |                    |                           |                           |                                               |                                               |                                       |                                       |                                       |                                       |                                     |                                     |                                            |                                            |                                                 |                                                                           |                                                                           | Giorgio 1886-1967 sp. Adele Provaglio             | Giorgio 1886-1967 sp. Adele Provaglio               | Mariuccia 1884-1966 sp. Gianfrancesco Barattieri | Mariuccia 1884-1966 sp. Gianfrancesco Barattieri |                                         |                                        |                          |                          |                                  |                                  |                                    |                                    |                                        |                                        |                                               |                                               |                                         |                                         |                                |                                     |                                     |                                               |                                               |                                       |                                         |                                            |                                            |                               |                                      |                                      |                                  |                                  |                                    |                                    |                    |                    |                     |                     |
|                  |                    |                           |                           |                                               |                                               |                                       |                                       |                                       |                                       |                                     |                                     |                                            |                                            |                                                 |                                                                           |                                                                           |                                                   |                                                     |                                                  |                                                  |                                         |                                        |                          |                          |                                  |                                  |                                    |                                    |                                        |                                        |                                               |                                               |                                         |                                         |                                |                                     |                                     |                                               |                                               |                                       |                                         |                                            |                                            |                               |                                      |                                      |                                  |                                  |                                    |                                    |                    |                    |                     |                     |
|                  |                    |                           |                           |                                               |                                               |                                       |                                       |                                       |                                       |                                     |                                     |                                            |                                            |                                                 |                                                                           |                                                                           |                                                   |                                                     |                                                  |                                                  |                                         |                                        |                          |                          |                                  |                                  |                                    |                                    |                                        |                                        |                                               |                                               |                                         |                                         |                                |                                     |                                     |                                               |                                               |                                       |                                         |                                            |                                            |                               |                                      |                                      |                                  |                                  |                                    |                                    |                    |                    |                     |                     |
|                  |                    |                           |                           |                                               |                                               |                                       |                                       |                                       |                                       |                                     |                                     |                                            |                                            |                                                 |                                                                           | Rosa 1922-1988 sp. Giuseppe Vacca Grafagni                                | Rosa 1922-1988 sp. Giuseppe Vacca Grafagni        | Luisa 1923-2016 sp. Benedetto Dufour                | Luisa 1923-2016 sp. Benedetto Dufour             |                                                  |                                         |                                        |                          |                          |                                  |                                  |                                    |                                    |                                        |                                        |                                               |                                               |                                         |                                         |                                |                                     |                                     |                                               |                                               |                                       |                                         |                                            |                                            |                               |                                      |                                      |                                  |                                  |                                    |                                    |                    |                    |                     |                     |

## Stemma
Troncato d'oro e d'argento: nel primo al giglio di rosso, e nel secondo al'acquila di nero.

## Affinità con la famiglia Corradelli
I Corradelli furono un'antica famiglia nobiliare derivante dai Ducco. In origine componevano un unico casato, tanto da condividere il medesimo stemma. In molteplici occasioni vennero appellati con la stessa variante di cognome De Duchis. I membri della famiglia erano soliti inoltre adottare il patronimico Gianducco.
Successivamente il motivo della divisione fu dovuto al conflitto tra guelfi e ghibellini. Difatti i Coradelli decisero di appartenere alla fazione dei guelfi mentre i Ducco erano ghibellini.